# Farmakogenomika
Farmakogenomika je grana farmakologije koja se bavi proučavanjem uticaja genetičkih varijacija na dejstvo lekova kod pacijenata putem istraživanja korelacija između genetskog izražavanja ili jednonukleotidnog polimorfizma i efikasnosti ili toksičnosti leka. Tim putem, farmakogenomika se bavi razvojem racionalnih sredstava za optimizaciju upotrebe lekova, u smislu genotipa pacijenata, da bi se osigurala maksimalna efikasnost sa minimalnim nepoželjnim efektima. Takvi pristupi imaju za cilj prispeće personalizovane medicine, u kojoj su lekovi i kombinacije lekova optimizovane za svako individualno jedinstveno genetičko ustrojstvo.
Farmakogenetika se bavi ispitivanjem interakcija između pojedinačnih gena i lekova. Farmakogenomika je primena farmakogenetike na ceo genom.

## Literatura
1. ↑  „Guidance for Industry Pharmacogenomic Data Submissions” (PDF). U.S. Food and Drug Administration. 2005.

## Spoljašnje veze
- FDA je objavila listu genomskih biomarkera koji indiciraju interakcije lekova (August 1, 2008)
- Genomika @ FDA
- Farmakogenetika i Genomika magazin
- Farmakogenomika časopis, ISSN: 1470-269X
- Farmakogenomika časopis, (ISSN 1462-2416), Impakt faktor: 3.623
- Nature
- PharmGKB
- NCBI prajmer o farmakogenomici
- Farmakogenomika: Lekovi dizajnirani za tebe
- Lek koji ćeš zvati svojim sopstvenim: Da li će medicina konačno postati personalna?
- PGxNews.Org – Dnevne novosti o progresu farmakogenomske i personalizovane medicine